# Polygala oreophila
Polygala oreophila là một loài thực vật có hoa trong họ Polygalaceae. Loài này được Speg. miêu tả khoa học đầu tiên.